# Кременець (станція)
Кремене́ць — залізнична станція Рівненської дирекції Львівської залізниці. Розташована у північній частині міста Кременець Тернопільської області.

## Історія створення
Перші плани побудови залізниці до міста з'явилися в 1886 році, коли під горою Куличівка, поблизу Кременця, почали досліджувати родовище бурого вугілля. Група інвесторів тоді отримала дозвіл влади на розробку родовища і будівництво залізниці від станції Верба Радивилівської гілки Києво-Брестської залізниці до Кременця. Проте змінилося законодавство й іноземцям заборонили видобувати корисні копалини на території Російської імперії. Тому місто залишилося без залізниці.
Врешті-решт за побудову залізничної гілки до повітового Кременця взялося Товариство Південно-Західної залізниці. На той час між станціями Кам'яниця-Волинська та Кеннеберг (нині Смига) вже існувала приватна залізниця, збудована на початку 1890-х років графом Бергом для транспортування деревини та дубових клепок для бочок, виготовлених у його майстернях. Проєкт Кременецької гілки розробив у 1894 році інженер Перцов. Він передбачав придбання в графа Берга гілки приватного користування, пристосування цього шляху до загального користування та продовження до міста Кременця.
У той час Російська імперія одержавлювала залізниці, і до 1 січня 1895 року всі магістралі на її території в товариств та приватних власників викупили. Після переходу Південно-Західної залізниці у державну власність будівництво Кременецької гілки фінансувалося зі скарбниці та обійшлася в 381485 руб. 58 коп. Довжина кременецької гілки становила 31 версту. Мости і всі цивільні споруди на лінії були дерев'яними. Водопостачання на станції Кременець влаштували із джерел самопливом, без спорудження водонапірної вежі.
21 січня (2 лютого) 1896 року на ділянці Кам'яниця — Кременець було відкрито рух поїздів.
Крім основної лінії, збудували відгалуження завдовжки 2 версти — до вугільних шахт князя Кочубея. Згідно з контрактом, укладеним Управлінням Південно-Західних залізниць, з князя Кочубея стягувалася плата за користування залізницею. Проте виявилося, що запаси вугілля в родовищі були переоцінені. Врешті-решт для промислового видобутку родовище стало нерентабельним і видобуток вугілля припинили. Втім, залізнична лінія мала регулярне пасажирське сполучення, використовувалася для вантажних перевезень та військових потреб. Від станції Кенеберг перед Першою світовою війною проклали вузькоколійну залізницю через Бущу до торфозаготівель поблизу села Ступно. Ця вузькоколійка, перебудована у 2001 році, нині має сполучення Смига — Буща — Майдан і обслуговує торфобрикетний завод в селищі Смига.
Особливу роль відіграла Кременецька залізниця в роки Першої світової війни, коли місто майже рік перебувало у прифронтовій зоні. Під час підготовки до військових дій, у серпні 1914 року, в Кременець прибули солдати залізничного батальйону, які за короткий термін між Кременцем та Збаражем збудували вузькоколійну польову конку. Кременецька гілка активно використовувалася для перевезення солдатів, амуніції, боєприпасів, продовольства. А під час наближення фронту було евакуйовано людей із західної частини Кременецького повіту, а також частину жителів міста — їх разом із великою кількістю біженців відправили залізницею на схід.
У 1920-х роках, коли Кременець, як і вся Волинь, став частиною Польщі, знову налагодився регулярний рух потягів. Пасажирське сполучення станції забезпечував потяг Дубно — Кременець, а безпересадкові вагони з Кременця курсували до Варшави, Львова та Луцька. Тоді ж місто отримало автобусне сполучення з Дубном, Луцьком та Рівним, а згодом автобуси почали їздити також до Вишнівця, Почаєва і Шумська.
Під час Другої світової війни Кременецька гілка особливої ролі не зіграла, оскільки радянські війська відступили і боїв у місті не було. В післявоєнний час на станції відновився вантажний та пасажирський рух, за типовим проєктом збудовано новий вокзал. Зрештою, коли дизель-поїзди витіснили паровози, місто отримало регулярне приміське сполучення, яке забезпечував потяг Кам'яниця-Волинська — Кременець. Перед закриттям пасажирського руху він мав такий розклад: об 11:07 вирушав зі станції Кам'яниця-Волинська і об 11:58 прибував у Кременець, а о 12:40 вирушав назад. Проте потяг курсував напівпорожнім, адже для того, щоб дістатися до Дубна, Здолбунова чи Львова потрібно було здійснювати пересадку. Кременецький потяг був не дуже популярний ще й тому, що залізниця прямувала в протилежний бік від обласного центру — Тернополя. Згодом єдиний приміський поїзд зняли. А відтак місто втратило залізничне пасажирське сполучення.
Нині станція має вантажне сполучення та працюючу касу, що дає можливість у будь-який час відновити рух пасажирських потягів.